# Augaptilus californicus
Augaptilus californicus är en kräftdjursart som beskrevs av Esterly 1913. Augaptilus californicus ingår i släktet Augaptilus och familjen Augaptilidae. Inga underarter finns listade i Catalogue of Life.